# EComStation
EComStation is een pc-besturingssysteem gebaseerd op OS/2, gepubliceerd door Serenity Systems International uit de VS. Het bevat enkele toevoegingen en bijbehorende software. EComStation is ontwikkeld door IBM, Serenity, Microsoft, verschillende derde partijen en overige personen. Vooral medewerkers van het Nederlandse bedrijf Mensys, en leden van Netlabs.org dragen aan de ontwikkeling bij.
Hoewel OS/2 niet langer verkocht wordt door IBM, zal eComStation volgens Serenity ontwikkeld en verkocht blijven worden zolang hiermee nog goede zaken gedaan kunnen worden. Huidige eigenaar en ontwikkelaar van eComStation is XEU.com.

## Versies
- 29 september 2000 - eComStation Preview
- 10 juli 2001 - eComStation 1.0
- 18 april 2003 - eComStation 1.1
- 12 augustus 2004 - eComStation 1.2
- 4 november 2005 - eComStation 1.2R (media refresh)
- 18 juni 2007 - eComStation 2.0 RC1
- 25 december 2007 - eComStation 2.0 RC4
- 4 juli 2008 - eComStation 2.0 RC5
- 6 december 2008 - eComStation 2.0 RC6
- 11 augustus 2009 - eComStation 2.0 RC7 Silver
- 15 mei 2010 - eComStation 2.0 GA
- 7 mei 2011 - eComStation 2.1 GA

(De datum is ontleend aan de installatie-cd's; de officiële verschijningsdata kunnen hier van afwijken.)

## Andere uitgaven
Ook is een Server Edition (servereditie) beschikbaar, gebaseerd op de "IBM OS/2 Warpserver voor e-business".